# IC 5123
IC 5123 — галактика типу SBbc (компактна витягнута галактика) у сузір'ї Індіанець.
Цей об'єкт міститься в оригінальній редакції індексного каталогу.